# Theodor Bohlmann
Theodor Heinrich Friedrich Bohlmann, né le 23 juin 1865 à Osterwieck et mort le 18 mars 1931 à Memphis, est un pianiste allemand.

## Biographie
Theodor Bohlmann est l'élève d'Eugen d'Albert et de Moritz Moszkowski. Il fait ses débuts à Berlin en 1890, puis émigre la même année aux États-Unis et s'installe comme enseignant à Cincinnati.